# Georgina Island, Ontario
Georgina Island är en ö i Kanada.   Den ligger i provinsen Ontario, i den sydöstra delen av landet, 300 km väster om huvudstaden Ottawa.
Runt Georgina Island är det ganska tätbefolkat, med 185 invånare per kvadratkilometer.